# Plymouth (Montserrat)
Plymouth è una città fantasma situata sull'isola di Montserrat, un territorio d'oltremare del Regno Unito nelle Piccole Antille, all'interno del mar dei Caraibi.
La città dovette essere evacuata in maniera definitiva nel 1997, quando venne distrutta e ricoperta da alcuni metri di cenere, a causa di una lunga serie di devastanti eruzioni vulcaniche. Plymouth era la capitale dell'isola e mantenne ufficialmente questo titolo anche dopo il suo abbandono. Di conseguenza, nonostante gli uffici governativi siano stati spostati a Brades, Plymouth è l'unica città fantasma al mondo che sia anche una capitale. È tuttavia in costruzione la città di Little Bay, che diverrà la nuova capitale dell'isola.

## Storia

### Fondazione
L'isola di Montserrat fu avvistata (ma non visitata) nel 1493 da Cristoforo Colombo durante il suo secondo viaggio. Non venne colonizzata stabilmente fino al 1632, quando fu popolata da abitanti della vicina isola di Saint Kitts, in gran parte di origine irlandese, desiderosi di praticare liberamente il cattolicesimo. Plymouth venne fondata poco dopo e il primo edificio significativo che vi venne costruito fu la chiesa anglicana di Sant'Antonio, edificata nel 1636, il cui scopo era di rimarcare nei confronti dei cattolici l'appartenenza dell'isola al Regno d'Inghilterra, in cui vigeva il culto protestante. È opinione diffusa che l'intitolazione della chiesa non sia dipesa dalla devozione verso un qualche santo chiamato Antonio, ma dal nome di Anthony Brisket, governatore dell'isola, che era riuscito a reperire i fondi per la costruzione dell'edificio.

### Dal XVII al XX secolo
Tra il 1664 e il 1783 l'isola fu a lungo contesa tra inglesi e francesi, interessati alle estese coltivazioni (prevalentemente di zucchero e tabacco) dove lavoravano numerosi schiavi provenienti dall'Africa, che nel tempo divennero la parte maggioritaria della popolazione di Plymouth e dell'intera isola. Alla fine di questo lungo periodo di rivolgimenti furono gli inglesi a prevalere. Nel 1834 la schiavitù fu abolita e dal 1871 l'isola fece parte di alcune federazioni coloniali, finché nel 1962 divenne una colonia a sé stante e Plymouth ne fu dichiarata la capitale.
Il 17 settembre 1989 la città fu investita dall'uragano Hugo: onde alte più di sei metri si abbatterono sul porto, distruggendolo, mentre i venti a circa 260 km/h e le colate di detriti resero inutilizzabili un gran numero di edifici, tra cui l'unico ospedale dell'isola. Anche i collegamenti telefonici, idrici ed elettrici furono interrotti.

### Dal 1995 in poi: l'eruzione vulcanica
Dopo una serie di terremoti durata parecchi anni (che erano in effetti segni premonitori), la città dovette essere evacuata nel 1995, quando il vicino vulcano di Soufrière Hills, spento da secoli, produsse una serie di eruzioni che inondarono Plymouth di colate piroclastiche, tefra, lahar e ceneri vulcaniche. Per due anni Plymouth fu periodicamente evacuata e poi ripopolata, finché nel 1997 si decise il suo definitivo abbandono, insieme all'intera metà meridionale dell'isola di Montserrat. Alla fine risultò distrutto l'80% degli edifici della città, che fu ricoperta da vari metri di cenere, nonostante il numero delle vittime sia stato abbastanza contenuto (19 abitanti, morti in occasione dell'eruzione del 25 giugno 1997). Da allora, l'accesso a tutta la metà meridionale dell'isola è vietato. Esiste anche una piccola zona intermedia in quanto non eccessivamente disastrata, dove l'accesso è consentito solo durante il giorno.
Fu subito chiaro che non sarebbe stato possibile ripopolare la città nemmeno nel futuro, poiché la rimozione del fango, della lava e della cenere avrebbe richiesto l'uso di esplosivi, bulldozer e altri mezzi di gran lunga troppo costosi per essere impiegati su larga scala. Inoltre il terreno, ricoperto dalle colate piroclastiche incandescenti, era stato bruciato e reso totalmente inadatto alle coltivazioni. La parte settentrionale dell'isola, tuttavia, era stata protetta grazie alla presenza di montagne, di conseguenza si decise di spostare gli uffici governativi nella città di Brades. Plymouth rimase tuttavia, ufficialmente, la capitale dell'isola.
La distruzione della città causò gravi problemi economici, poiché Plymouth era il più grande centro urbano dell'isola (circa 4 000 abitanti), nonché sede delle maggiori attività economiche. Molte di esse furono spostate in altre zone, ma la catastrofe causò l'emigrazione di circa 7 000 persone. La popolazione totale di Monserrat scese a circa 4 000 abitanti, benché negli anni successivi una parte dei migranti sia ritornata. Nel 2013 sono cominciati i lavori per la costruzione della nuova città di Little Bay, che una volta ultimata diverrà la nuova capitale dell'isola.

## Clima
Dati medi su temperature e precipitazioni:
| Plymouth              | Mesi | Mesi | Mesi | Mesi | Mesi | Mesi | Mesi | Mesi | Mesi | Mesi | Mesi | Mesi | Stagioni | Stagioni | Stagioni | Stagioni | Anno  |
| Plymouth              | Gen  | Feb  | Mar  | Apr  | Mag  | Giu  | Lug  | Ago  | Set  | Ott  | Nov  | Dic  | Inv      | Pri      | Est      | Aut      | Anno  |
| --------------------- | ---- | ---- | ---- | ---- | ---- | ---- | ---- | ---- | ---- | ---- | ---- | ---- | -------- | -------- | -------- | -------- | ----- |
| T. max. media (°C)    | 29   | 30   | 31   | 31   | 32   | 32   | 33   | 33   | 32   | 31   | 30   | 29   | 29,3     | 31,3     | 32,7     | 31       | 31,1  |
| T. min. media (°C)    | 23   | 23   | 24   | 24   | 24   | 25   | 25   | 25   | 24   | 24   | 24   | 23   | 23       | 24       | 25       | 24       | 24    |
| T. max. assoluta (°C) | 32   | 33   | 34   | 34   | 36   | 37   | 37   | 37   | 36   | 34   | 37   | 33   | 33       | 36       | 37       | 37       | 37    |
| T. min. assoluta (°C) | 17   | 18   | 18   | 18   | 19   | 21   | 22   | 22   | 21   | 19   | 19   | 18   | 17       | 18       | 21       | 19       | 17    |
| Precipitazioni (mm)   | 122  | 86   | 112  | 89   | 97   | 112  | 155  | 183  | 168  | 196  | 180  | 140  | 348      | 298      | 450      | 544      | 1 640 |

## Galleria d'immagini

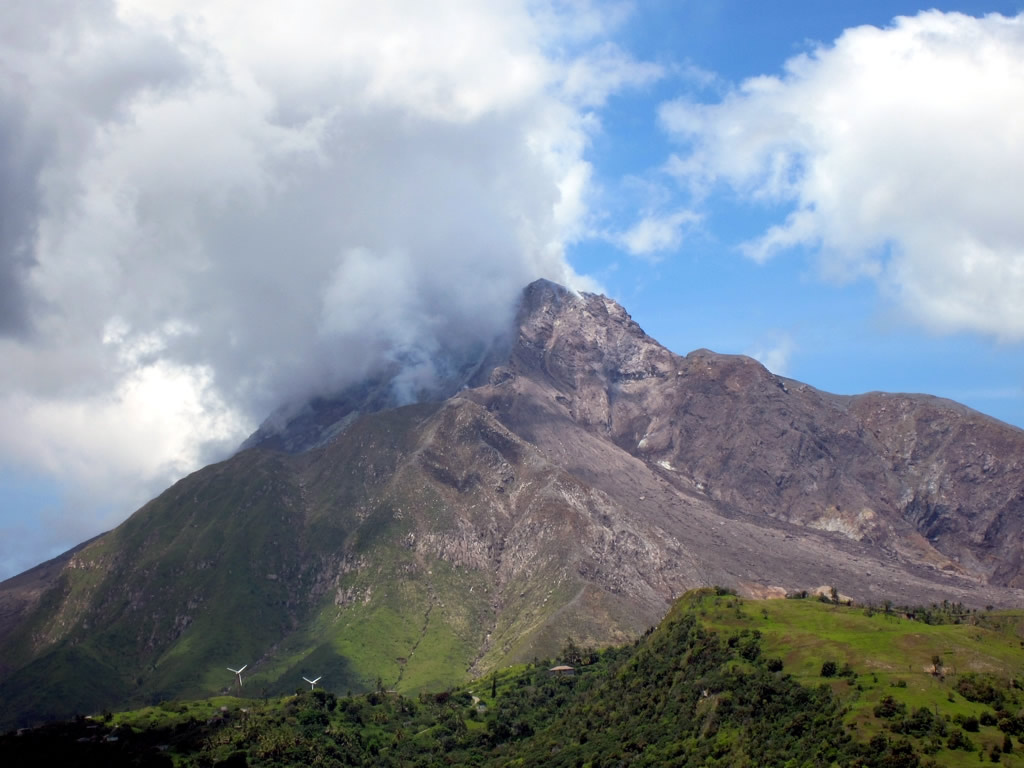
Il vulcano di Soufrière Hills
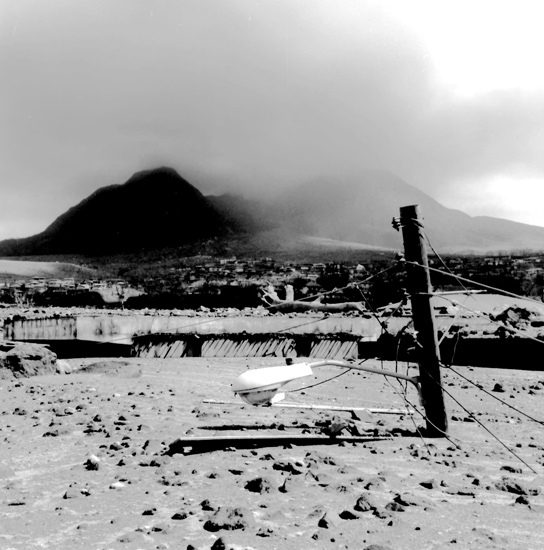
Lampione stradale quasi totalmente sotterrato
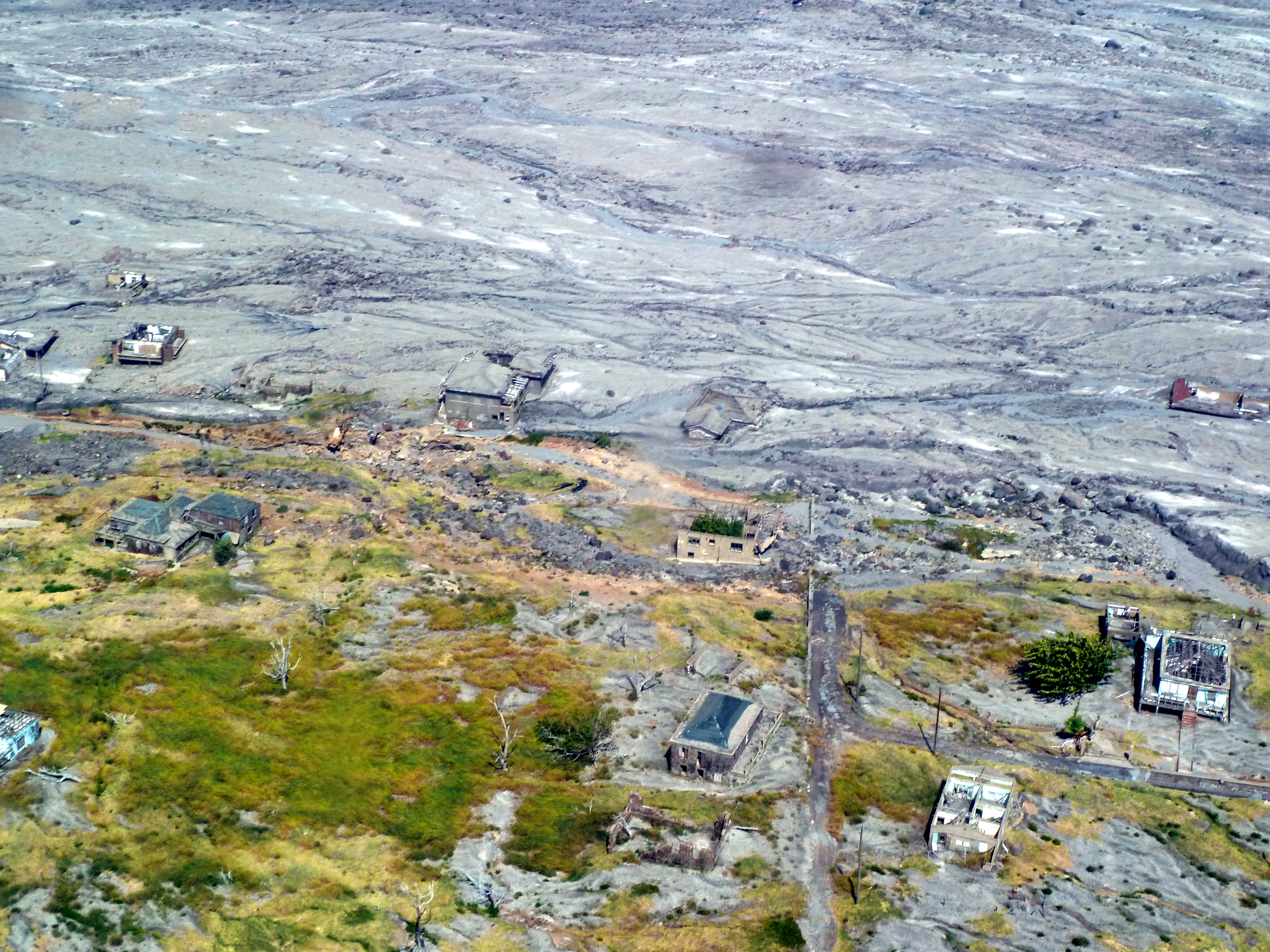
Una zona della città dopo il disastro
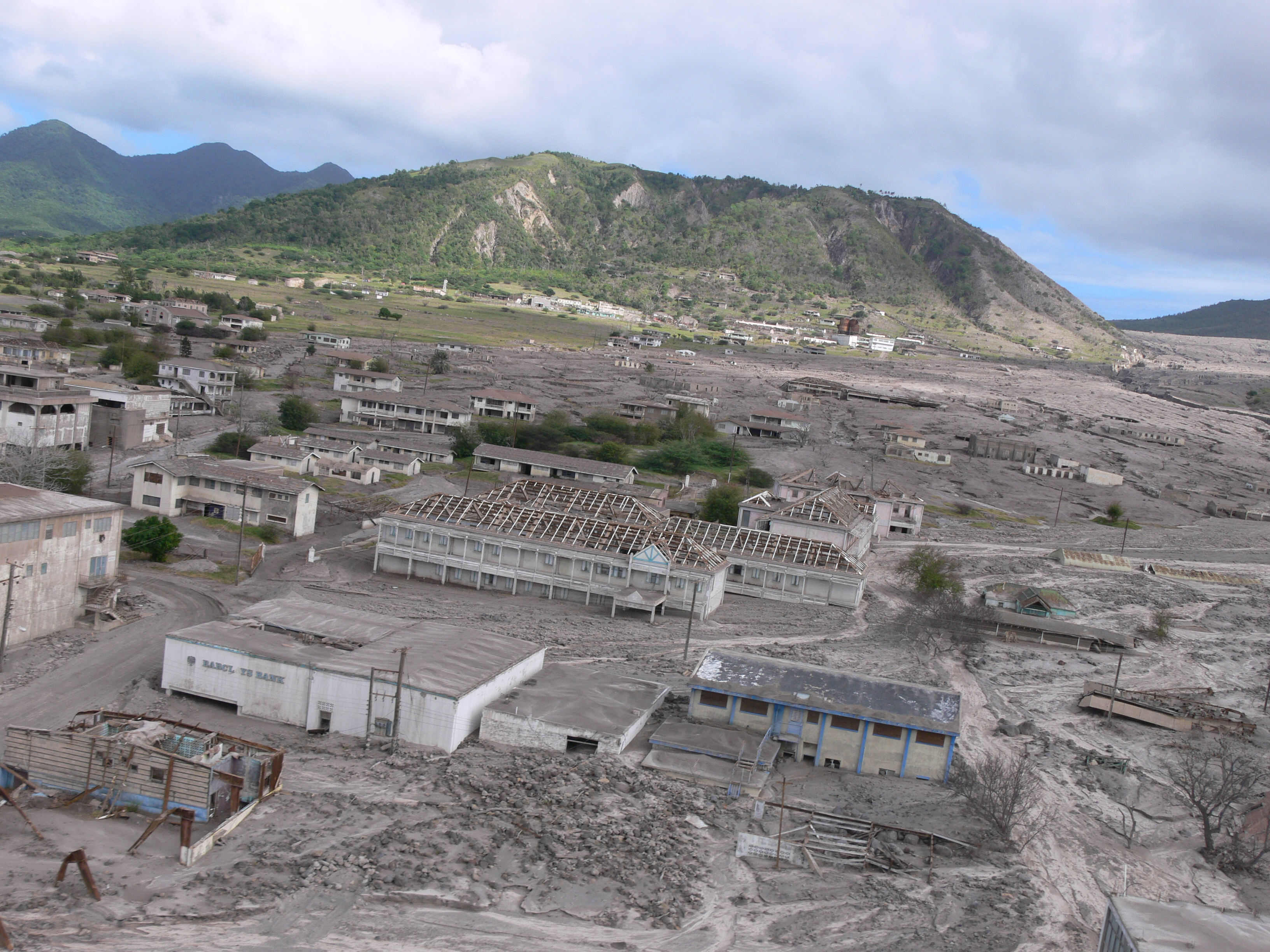
Edifici parzialmente sotterrati
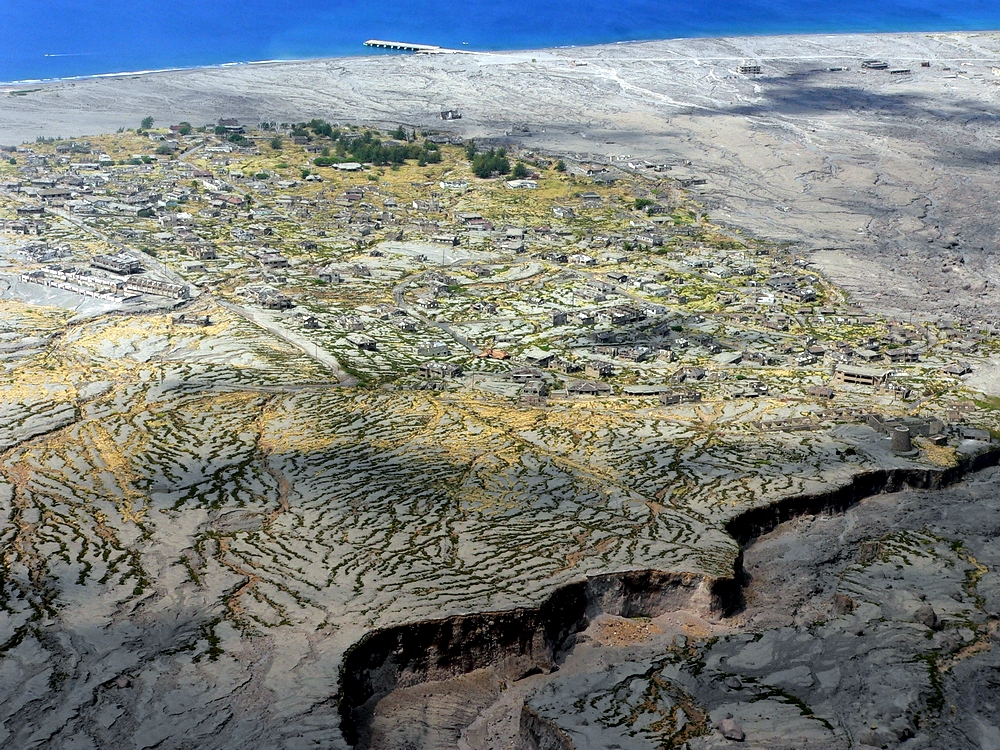
Veduta aerea della città e del porto
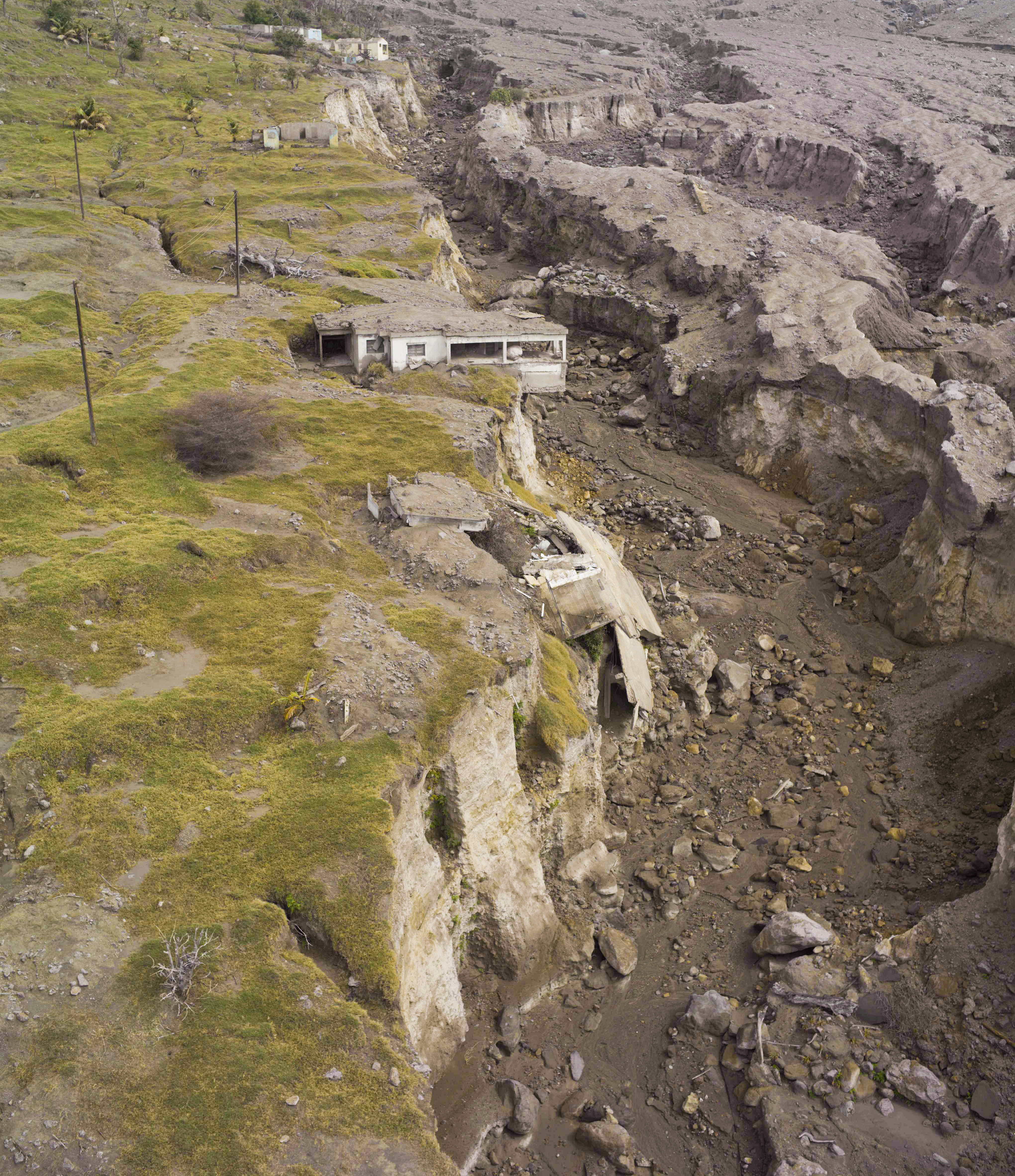
Casa sulla soglia di un dirupo causato dalle colate piroclastiche